# Strength Thru Oi!
Strength Thru Oi est une compilation de musique Oi!, sortie en 1981 sur le label Decca Records, et publié en collaboration avec le magazine Sounds .
L'album est la suite de Oi! The Album (1980), et a été suivi par Carry On Oi! ( Oi 3!, 1981) et Oi! Oi! That's Yer Lot! (Oi/4, 1982).

## Liste des morceaux
Face 1
1. National Service - Garry Johnson
2. 1984 - The 4-Skins
3. Gang Warfare - The Strike
4. Riot Riot - Infa Riot
5. Dead End Yobs - Garry Johnson
6. Working Class Kids - The Last Resort
7. Blood On The Streets - Criminal Class
8. She Goes To Fino's - The Toy Dolls
9. Best Years Of Our Lives - Barney Rubble
10. Taken For A Ride (We Think You Don't) - Cock Sparrer
11. We Outnumber You - Infa Riot
12. The New Face Of Rock'n'Roll - Garry Johnson

Face 2
1. Beans - Barney Rubble
2. We're Pathetique - Splodge
3. Sorry - The 4-Skins
4. Running Riot - Cock Sparrer
5. Johnny Barden - The Last Resort
6. Isubaleene (Part 2) - Splodge
7. Running Away - Criminal Class
8. Skinhead - The Strike
9. Deidre's A Slag - Toy Dolls
10. Harbour Mafia Mantra (An Acapella Delight) - The Shaven Heads

## Historique
Cette compilation a donné lieu à une polémique. En effet, le titre semblait être un jeu de mots avec un slogan nazi ("Strength Through Joy"), mais en plus se trouvait, sur la couverture de l'album, Nicky Crane, un activiste du British Movement qui avait purgé une peine de quatre ans de prison pour racisme et violence. Garry Bushell, qui était responsable de la compilation, clama que son titre était un jeu de mots sur l'album Strength Through Joy du groupe The Skids  et qu'il n'était pas au courant des connotations nazies. Il déclara également ne pas connaître l'identité du skinhead sur la jaquette de l'album, jusqu'à ce que celle-ci soit exposée par le Daily Mail deux mois plus tard. Il s'agissait du bodybuilder Carlton Leach. Bushell était pourtant à cette époque un socialiste,.